# Серое вещество

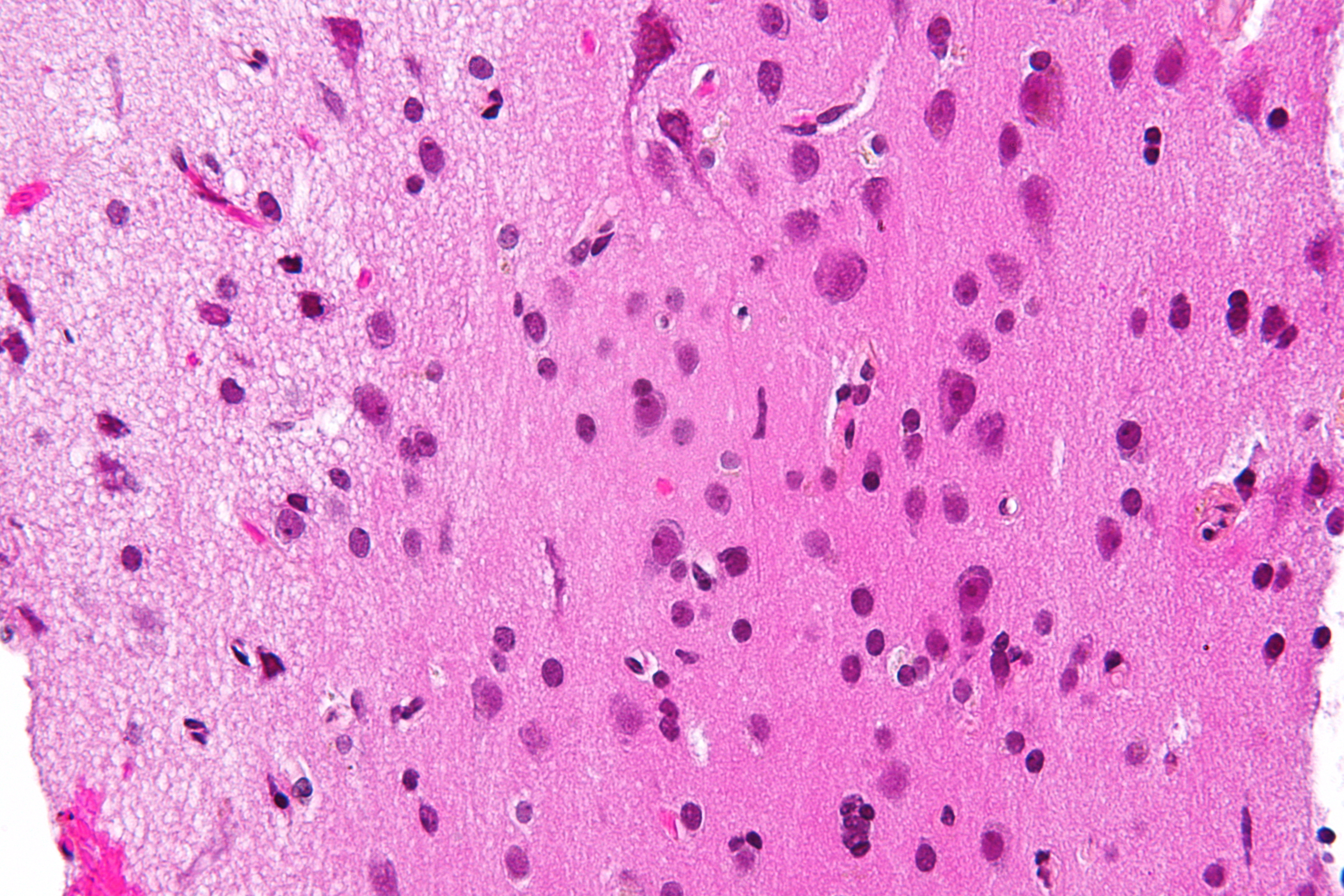
На микрофотографии: серое вещество с клеточными телами нейронов — справа, тёмно-розовые структуры, и белое вещество — слева, сетчатые структуры светло-розового цвета
(окраска гематоксилин-флоксин-шафраном, большое увеличение)

Се́рое вещество́ (лат. substantia grisea) — главный компонент центральной нервной системы позвоночных животных и человека, включающий клеточные тела нейронов, нейропиль (частично: дендриты, безмиелиновые аксоны, отростки глиальных клеток), глиальные клетки (астроциты и олигодендроциты), а также капилляры. Противопоставляется белому веществу мозга, не содержащему тел нейронов и состоящему главным образом из пучков миелиновых волокон. Цветовая дифференциация белого и серого вещества нервной ткани обусловлена белым цветом миелина. Серое вещество живых тканей имеет серо-коричневую окраску, которую придают кровеносные капилляры и клеточные тела нейронов.

## Структура
Серое вещество относится к немиелинизированным нейронам и другим клеткам центральной нервной системы. Оно присутствует в головном мозге, стволе головного мозга и мозжечке, а также присутствует во всем спинном мозге.
Серое вещество сосредоточено в коре больших полушарий, коре мозжечка, а также в глубинных структурах головного мозга: таламусе (лат. thalamus), гипоталамусе (лат. hypothalamus), субталамусе (ядро Люиса, лат. nucleus subthalamicus Luisi), базальных ганглиях (скорлупа (лат. putamen), бледном шаре (лат. globus pallidus), прилежащем ядре (лат. nucleus accumbens septi); ядре перегородки (лат. nucleus septi pellucidi)), ядрах мозжечка (зубчатое (лат. nucleus dentatus), шаровидное (лат. nucleus globosus cerebelli), пробковидное (лат. nucleus emboliformes), ядро шатра) (лат. nucleus fastigii cerebelli), ствола мозга (чёрная субстанция (лат. substantia nigra), красное ядро (лат. nucleus ruber), ядра оливы (лат. oliva) и черепных нервов (лат. nucleus nervi cranialis))

Серое вещество в спинном мозге расположено в серых столбах спинного мозга (в сечении — передние (лат. cornu anterius medullae spinalis), боковые (лат. cornu laterale medullae spinalis) и задние рога (лат. cornu posterius medullae spinalis)). Серое вещество с левой и правой стороны соединено серой спайкой. Серое вещество спинного мозга состоит из интернейронов, а также клеточных тел проекционных нейронов.

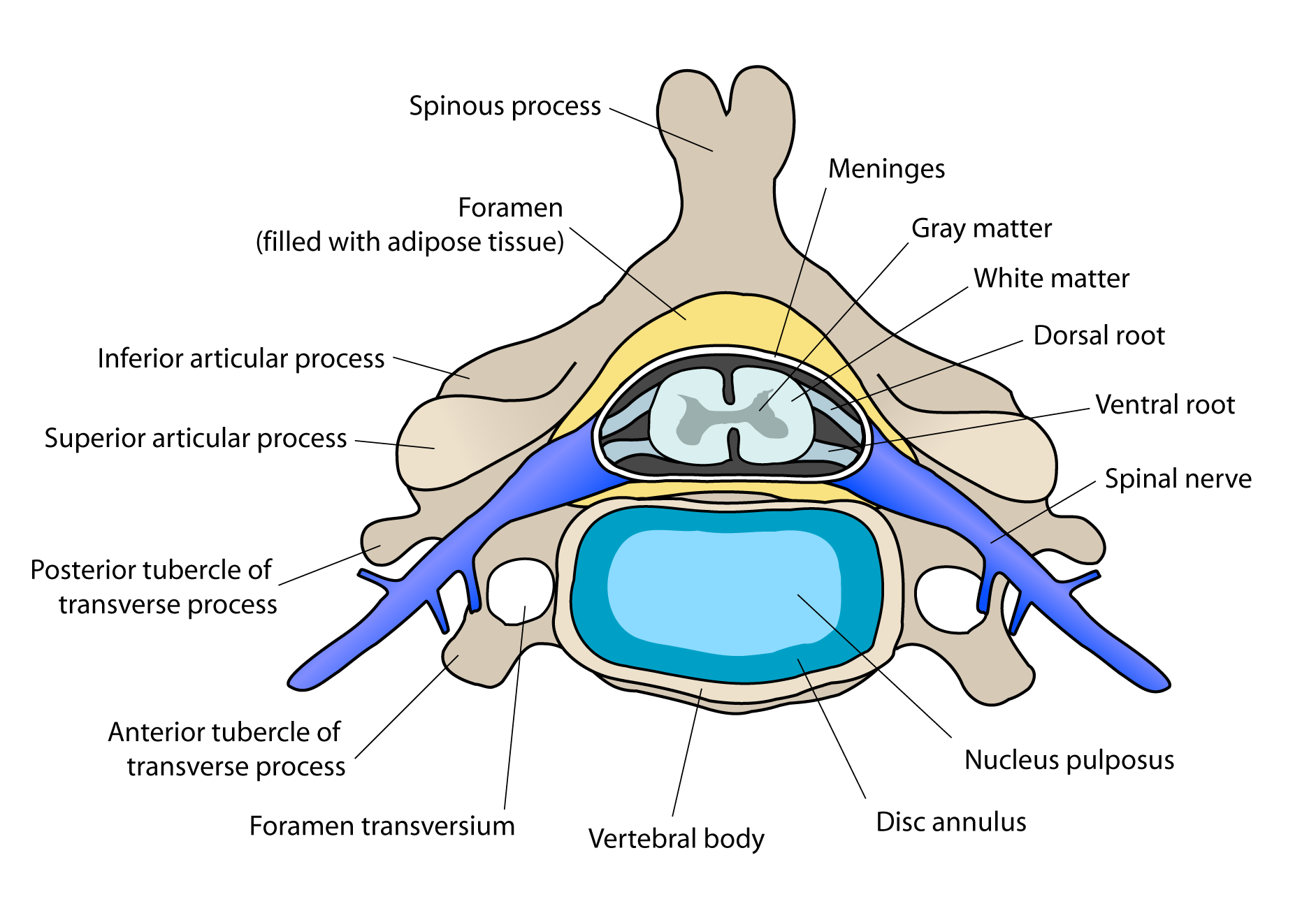
Поперечный разрез спинного позвонка со спинным мозгом в центре.
Поперечный разрез спинного мозга с обозначением серого вещества.

Серое вещество подвергается развитию и росту на протяжении всего детства и юности. Недавние исследования с использованием поперечной нейровизуализации показали, что примерно к 8 годам объём серого вещества начинает уменьшаться. Однако плотность серого вещества, по-видимому, увеличивается по мере взросления ребёнка. У самцов, как правило, серое вещество имеет больший объём, но меньшую плотность, чем у самок.

## Функции
Серое вещество, состоящее из тел нейронов, их безмиелиновых отростков и глиальных клеток, представлено в областях мозга, контролирующих мышечную активность, отвечающих за сенсорное восприятие (например, зрение, слух), память, эмоции и речь.
Серое вещество в спинном мозге разделено на три серых столбца:
- Передняя серая колонка содержит двигательные нейроны. Они синапсируют с интернейронами и аксонами клеток, которые прошли по пирамидному тракту. Эти клетки отвечают за движение мышц.
- Задняя серая колонка содержит точки, в которых синапсируют сенсорные нейроны. Они получают сенсорную информацию от тела, включая тонкое прикосновение, проприоцепцию и вибрацию. Эта информация передается от рецепторов кожи, костей и суставов через сенсорные нейроны, тела клеток которых находятся в ганглии спинного корешка. Затем эта информация передается по аксонам вверх по спинному мозгу по спинномозговым путям, включая спинномозгово-медиальный лемнисковый тракт и спиноталамический тракт.
- Латеральная серая колонка является третьей колонкой спинного мозга.

Серое вещество спинного мозга может быть разделено на различные слои, называемые рифлеными пластинками. Они описывают, в общем, назначение клеток в сером веществе спинного мозга в определённом месте.

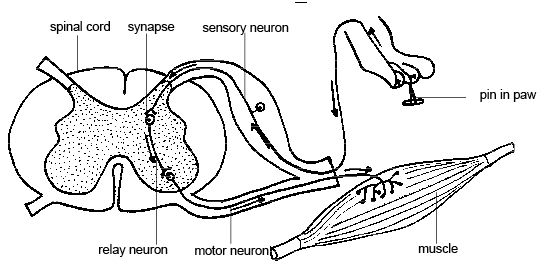
Интернейроны, присутствующие в сером веществе спинного мозга
Рекседные пластинки группируют серое вещество в спинном мозге в соответствии с его функцией.

## Клиническое значение
Высокое потребление алкоголя коррелирует со значительным сокращением объёма серого вещества. Краткосрочное употребление каннабиса (30 дней) не коррелирует с изменениями в белом или сером веществе. Тем не менее несколько перекрестных исследований показали, что повторное длительное употребление каннабиса связано с уменьшением объёма серого вещества в гиппокампе, миндалине, медиальной височной коре и префронтальной коре, с увеличением объёма серого вещества в мозжечке. Длительное употребление каннабиса также связано с изменениями целостности белого вещества в зависимости от возраста, с интенсивным употреблением каннабиса в подростковом и раннем взрослом возрасте связано наибольшее количество изменений.
Было показано, что медитация изменяет структуру серого вещества.
Сообщалось, что регулярное воспроизведение видеоигр в жанре экшн способствует уменьшению количества серого вещества в гиппокампе, в то время как сообщалось, что игры в жанре 3D-платформер увеличивают количество серого вещества в гиппокампе.
Женщины и мужчины с одинаковыми показателями IQ имеют разное соотношение серого и белого вещества в областях коры головного мозга, связанных с интеллектом.
Беременность вызывает существенные изменения в структуре мозга, в первую очередь уменьшение объёма серого вещества в областях, отвечающих за социальное познание. Уменьшение количества серого вещества сохраняется по крайней мере в течение 2 лет после беременности. Профиль изменений в мозге сопоставим с тем, что происходит в подростковом возрасте, гормонально подобном переходном периоде жизни.

## Исследования

#### Объём серого вещества и познавательные способности пожилых людей
Существенная положительная корреляция была обнаружена между объёмом серого вещества у пожилых людей и показателями семантической и кратковременной памяти. В то же время эти показатели не зависели от объёма белого вещества. Очевидно, индивидуальные различия познавательных функций, которые относительно хорошо сохраняются с возрастом, обусловлены различиями объёма серого вещества у здоровых пожилых людей..

#### Объём серого вещества ибиполярное аффективное расстройство
Некоторые особенности распределения серого вещества могут быть связаны с нарушениями психики. Не обнаруживается различий в общем объёме серого вещества у пациентов, страдающих биполярным расстройством I типа, и здоровых людей. Но у таких больных меньше объём серого вещества в левой нижней теменной дольке, верхней височной и средней лобной извилинах правого полушария, а также в левом хвостатом ядре. Объём серого вещества средней лобной извилины правого полушария коррелировал с продолжительностью заболевания и числом эпизодов у пациентов.

#### Курениеи серое вещество
Потеря серого вещества и познавательных функций у заядлых курильщиков происходит быстрее, чем у некурящих. Хронические курильщики, не курившие во время исследования, потеряли меньше клеток мозга и сохранили лучше мыслительные функции, нежели те, кто продолжал курить.

#### Жестокое обращение с детьми и объём серого вещества
У подростков, которые в детстве подвергались физическим наказаниям или были лишены родительской заботы, понижено содержание серого вещества в префронтальной коре головного мозга.

## История

### Этимология
В текущем издании официальной латинской номенклатуры Terminologia Anatomica для английского серого вещества используется substantia grisea. Прилагательное grisea для обозначения серого, однако, не засвидетельствовано в классической латыни. Прилагательное grisea происходит от французского слова, обозначающего серый, gris. Альтернативные обозначения, такие как substantia cana и substantia cinerea, используются в качестве альтернативы. Прилагательное cana, засвидетельствованное в классической латыни, может означать серый, или серовато-белый. Классическое латинское cinerea означает пепельного цвета.